# The Origin of the Feces
Albums de Type O Negative
Slow Deep and Hard
(1991) Bloody Kisses
(1993)
The Origin of the Feces est le second album du groupe Type O Negative sorti en 1992. Il s'agit d'un faux live, enregistré en studio avec des enregistrements de foule insultant le groupe tout au long de la pseudo-prestation. La première version de l'album présentait une pochette montrant en gros plan l'anus du chanteur et bassiste du groupe. La seconde édition de l'album remplace cette couverture par une nouvelle (une image de danse macabre) et inclut un titre supplémentaire.

## Descriptif général
Le titre « The Origin of the Feces » est un jeu de mots scatologique faisant référence au livre De l'origine des espèces (On the Origin of Species) de Charles Darwin. Ce disque sous-titré Not live at Brighton Beach fut présenté comme un enregistrement live dans lequel le groupe se démène pour effectuer sa prestation en dépit de l'attitude particulièrement hostile du public. On y entend le public huer et insulter le groupe (« You suck, you suck », « Fuck you, Fuck you » etc.), mais aussi lui lancer des bouteilles. On y entend également Peter Steele invectiver en réponse le public et l'ingénieur du son, incompétent. Le concert est même arrêté pour permettre l'évacuation du club menacé par une alerte à la bombe. Le « public » siffle tous les titres et se réjouit lorsque Peter annonce le dernier morceau de leur set. Il s'agissait en fait d'un faux live et ces enregistrements de foule ne sont qu'une mise en scène caractéristique de l'humour du groupe empreint d'auto-dérision . Josh Silver le clavieriste explique :

« C'est la maison de disque qui a sorti cet album, parce qu'ils voulaient quelque chose entre Slow Deep and Hard et l'album suivant, alors nous sommes partis en studio et nous avons réalisé un faux live. On a expliqué aux gens que c'était des conneries. Ils disaient "Il n'y a pas moyen, vous vous moquez de nous." Il n'arrivaient pas à croire que c'était un faux live. Mais on s'est bien amusé avec. Il contenait à 90% ce qu'il y avait sur Slow, Deep and Hard avec quelques trucs ajoutés : une reprise, de nouvelles parties et puis Peter avait toujours voulu avoir une seconde chance de refaire l'album. Donc pourquoi pas ? »

La couverture initiale de l'album The Origin Of The Feces montrait une vue rapprochée de l'anus du leader du groupe, Peter Steele, ses mains écartant ses fesses. Cette pochette ayant fait scandale, une nouvelle couverture fut conçue par la suite présentant une danse macabre lors de la réédition du disque. Le disque reprend la plupart des chansons de l'album Slow, Deep and Hard mais leurs titres ont parfois été changés. Par exemple, la chanson Unsuccessfully Coping with the Natural Beauty of Infidelity prend le titre de I Know You're Fucking Someone Else sur ce disque en référence au refrain de la chanson. Le titre Gravitational Constant: G = 6.67 x 10-8 cm-3 gm-1 sec-2 devient simplement Gravity. Hey Pete est une reprise du Hey Joe de Jimi Hendrix, où les textes ont été légèrement changés en fonction de l'humour noir du groupe. La chanson d'origine raconte l'histoire de Joe qui s'en va un pistolet à la main tuer sa compagne qui l'a trompée. La version de Type O Negative remplace le protagoniste par Peter Steele en lui mettant une hache à la main à la place. Ils intègrent également une nouvelle chanson Are You Afraid qui sert de prélude à la chanson Gravity qui s'enchaîne directement à sa suite, les deux chansons portant sur le thème du suicide. La réédition intègre une nouvelle chanson, Paranoid une reprise de Black Sabbath enregistrée en 1994, sur laquelle on entend également en interlude un riff de Iron Man du même groupe.

## Liste des titres
1. I Know You're Fucking Someone Else – 15:02
2. Are You Afraid ? – 2:13
3. Gravity – 7:13
4. Pain – 4:41
5. Kill You Tonight – 2:17
6. Hey Pete – 5:10
7. Kill You Tonight (Reprise) – 7:08
8. Paranoid - 7:20